# Марківці (Хмільницький район)
Ма́рківці — село в Україні, у Махнівській сільській громаді Хмільницького району Вінницької області. Населення становить 211 осіб. До 2019 орган місцевого самоврядування — Махнівська сільська рада.

## Населення

### Мова
Розподіл населення за рідною мовою за даними перепису 2001 року:
| Мова       | Кількість | Відсоток |
| ---------- | --------- | -------- |
| українська | 330       | 99.4%    |
| російська  | 2         | 0.6%     |
| Усього     | 332       | 100%     |

## Історія
Станом на 1885 рік у колишньому власницькому селі Махнівської волості Бердичівського повіту Київської губернії мешкало 369 осіб, налічувалось 49 дворових господарств, існували православна церква та постоялий будинок.
За переписом 1897 року кількість мешканців зросла до 586 осіб (284 чоловічої статі та 302 — жіночої), з яких 510 — православної віри, 63 — римо-католицької.
12 червня 2020 року, відповідно до Розпорядження Кабінету Міністрів України № 707-р, «Про визначення адміністративних центрів та затвердження територій територіальних громад Вінницької області», увійшло до складу Махнівської сільської.
19 липня 2020 року, в результаті адміністративно-територіальної реформи і ліквідації Козятинського району, село увійшло до складу новоутвореного Хмільницького району.